# Галатас (Ираклион)
Галатас (греч. Γαλατάς) — посёлок в Греции, расположенный на острове Крит. Административно входит в периферийный округ Ираклиона, муниципалитет Миноа-Педьяда и в муниципальное образование Трапсано. В 2011 году в нём проживало 85 жителей.

## Минойский дворец и поселение
На территории Галата были обнаружены археологические останки, первые раскопки которых проводил Гиоргос Ретемиотакис в период с 1992 по 1997 год. Раскопки продолжались в последующие годы.
Обнаруженные минойское поселение и дворец (de:Palast von Galatas) примечательны тем, что их характеристики отличаются от других критских минойских дворцов. Большой мощеный центральный двор с колоннами связан с большим центральным залом, который появляется в микенских дворцах. Недалеко от этого места находится городище Аркалохорион, где также были найдены минойские останки, связанные с этим дворцом.
Во дворце Галатаса было обнаружено большое количество каменных орудий, свидетельствующих о том, что здесь велась интенсивная ремесленная работа. Лучше всего сохранилось восточное крыло, которое использовалось для приготовления пищи, проведения торжественных банкетов и праздничных встреч. Северное крыло было местом проживания дворцовых чиновников.
Строительство дворца началось в средне-минойский период, примерно в 1700—1650 гг. до н. э. на месте ранее существовавшего здесь поселения, и было завершено около 1650—1600 гг. до н. э., что совпало с апогеем новодворцового периода. Между 1600 и 1500 гг. до н. э. дворец стал приходить в упадок и вскоре был уничтожен.